# 交错群
数学中，交错群（alternating group）是一个有限集合偶置换之群。集合 {\displaystyle \{1,\cdots ,n\}}上的交错群称为 {\displaystyle n}阶交错群，或 {\displaystyle n} 个字母上的交错群，记做 {\displaystyle A_{n}}或 {\displaystyle \mathrm {Alt} (n)}。
例如，4 阶交错群是 {\displaystyle A_{4}=\{e,(123),(132),(124),(142),(134),(143),(234),(243),(12)(34),(13)(24),(14)(23)\}} （参见轮换记法）。

## 基本性质
对 {\displaystyle n>1}，群{\displaystyle A_{n}}是对称群 {\displaystyle S_{n}}的交换子群，指数为 2，从而有{\displaystyle {\frac {n!}{2}}}个元素。它是符号群同态 {\displaystyle \operatorname {sgn} :S_{n}\to \{1,-1\}}的核。
群 {\displaystyle A_{n}} 是阿贝尔的当且仅当 {\displaystyle n\leq 3}，是单群当且仅当 {\displaystyle n=3} 或 {\displaystyle n\geq 5}。注意 {\displaystyle A_{3}} 事实上是 3 阶单群。{\displaystyle A_{1}}与 {\displaystyle A_{2}} 是 1 阶群，一般不称为单群的，而 {\displaystyle A_{4}} 有一个非平凡正规子群从而不是单群。{\displaystyle A_{5}}是最小非阿贝尔单群，阶数为 60，也是最小不可解群。

## 共轭类
在对称群中，{\displaystyle A_{n}} 的共轭类由有相同轮换型的元素组成。但是如果轮换类型只由没有两个长度相等的奇数长的轮换组成，这里长为 1 的轮换包含在轮换型中，则对这样的轮换型恰有两个共轭类 (Scott 1987，§11.1, p299)。
例如：
- 两个置换 (123) 与 (132) 有相同的轮换型从而在 S3 中共轭，但在 A3 中不共轭。
- 置换 (123)(45678) 与其逆 (132)(48765) 有相同的轮换型所以在 S8 中共轭，但在 A8 中不共轭。

## 自同构群
对 n > 3，除了 n = 6，An 的自同构群就是 Sn 的自同构群，其内自同构群为 An 外自同构群为 Z2；外自同构来自用一个奇置换共轭。
对 n = 1 与 2，自同构群平凡。对 n = 3  自同构群是 Z2，其内自同构群平凡外自同构群为 Z2。
A6 的外自同构群是克莱因四元群 V = Z2 × Z2，这也是 S6 的自同构群。 A6 另外的自同构将三轮换（比如 (123)）与 32 型元素（比如 (123)(456)）交换。

## 特殊同构
在小交错群与小李型群之间有一些同构。他们是
- A4 同构于 PSL2(3) 以及手征性四面体对称之对称群。
- A5 同构于 PSL2(4)，PSL2(5)，以及手征性二十面体对称之对称群。
- A6 同构于 PSL2(9) 与 PSp4(2)'。
- A8 同构于 PSL4(2)。

更显然有 A3 同构于循环群 Z3，以及 A1 与 A2 同构于平凡群（也是 SL1(q)=PSL1(q) 对任何 q）。

## 子群
A4 是说明拉格朗日定理的逆命题一般不成立的最小群：给定一个有限群 G 和 |G| 的一个因子 d，不一定存在 G 的一个 d 阶子群。群 G = A4，阶为 12，没有 6 阶子群。有三个元素的子群（由三个对象的轮换旋转生成）再加上任何一个其它元素生成整个群。

## 群同调
交错群的群同调体现了类似稳定同伦理论中的稳定性：对足够大的 n 是常值。

### H1：阿贝尔化
第一同调群与阿贝尔化相同，因为 {\displaystyle A_{n}} 除去已经提到的例外是完全群（完滿群），从而有
{\displaystyle H_{1}(A_{3},\mathbf {Z} )=A_{3}^{\text{ab}}=A_{3}=\mathbf {Z} /3;\,}
{\displaystyle H_{1}(A_{4},\mathbf {Z} )=A_{4}^{\text{ab}}=\mathbf {Z} /3;\,}
{\displaystyle H_{1}(A_{n},\mathbf {Z} )=0} for {\displaystyle n=1,2} and {\displaystyle n\geq 5.\,}

### H2：舒尔乘子
当 n 等于 5 或大于等于 8 时，交错群 An 的舒尔乘子是 2 阶循环群；在 6 和 7 时有一个三重覆盖，则舒尔乘子的阶数为 6。
{\displaystyle H_{2}(A_{n},\mathbf {Z} )=0} for {\displaystyle n=1,2,3;\,}
{\displaystyle H_{2}(A_{n},\mathbf {Z} )=\mathbf {Z} /6} 对 {\displaystyle n=6,7;\,}
{\displaystyle H_{2}(A_{n},\mathbf {Z} )=\mathbf {Z} /2} 对 {\displaystyle n=4,5} 與 {\displaystyle n\geq 8.}